# Államok vezetőinek listája 536-ban
Ezen az oldalon az i. sz. 536-ban fennálló államok vezetőinek névsora olvasható földrészek, majd országok szerinti bontásban.

## Európa
- Bizánci Birodalom
  - Császár: I. Iusztinianosz (527–565)

- Vizigótok
  - Király: Theudis (531-548)

- Osztrogót Királyság
  - Királynő: Theodahad (534-536)
  - Király: Vitigis (536–540)

- Frank Birodalom
  - Király: I. Childebert (Párizs; 511–558)
  - Király: I. Theudebert (Metz, 533–548)
  - Király: I. Chlothar (Soissons, 511–558)

- Longobárdok
  - Király: Wacho (510–540)

### Britannia
- Kenti Királyság
  - Király: Ohta (512–522/539)
  - Király: Eormenric (522/539–560/585)

- Sussexi Királyság
  - Király: Cissa (kb 500–kb 550)

- Wessexi Királyság
  - Király: Cynric (534–560)

- Essexi Királyság
  - Király: Æscwine (kb. 527–kb. 587)

- Dál Riata
  - Király: Comgall (507–538)

- Gwynedd
- Király: Maelgwn Hir ap Cadwallon (kb 520–kb 549)

## Ázsia
- Csampa
  - Király: I. Rudravarman (529–572)

- Ibériai Királyság
  - Király: II. Bakur (534–547)

- India
  - Anuradhapura
    - Király: Szilakala Amboszamanera (526-539)

  - Gupta Birodalom
    - Király: III. Kumaragupta Kramaditja (532–550)

  - Kadamba
    - Király: Ravivarman (500–538)

  - Pallava
    - Király: Buddhavarman (520–540)

- Japán
  - Császár: Ankan (531–536)
  - Császár: Szenka (536–539)

- Kína (Északi és déli dinasztiák kora)
  - Liang-dinasztia
    - Császár: Liang Vu-ti (502–549)

  - Keleti Vej dinasztia
    - Császár: Vej Hsziaocsing-ti (534–550)

  - Nyugati Vej dinasztia
    - Császár: Vej Ven-ti (535–551)

- Korea
  - Pekcse
    - Király: Szong (523–554)

  - Kogurjo
    - Király: Anvon (531–545)

  - Silla
    - Király: Pophung (514–540)

- Lahmid Királyság
  - Király: III. Mundir (505–554)

- Szászánida Birodalom
  - Nagykirály: I. Huszrau (531–579)

## Afrika
- Akszúmi Királyság
  - Akszúmi uralkodók listája

## Amerika
- Palenque
  - Király: K'an Joy Chitam (529–565)

- Tikal
  - Király "Madárkarom" (527–537)

## Egyházfő
- Pápa: I. Agapét (535-536)
- Pápa: Szilvériusz (536–537)
- Konstantinápolyi pátriárka: I. Anthimosz (535-536)
- Konstantinápolyi pátriárka: Ménasz (536–552)

## Fordítás
- Ez a szócikk részben vagy egészben  a   Liste der Staatsoberhäupter 536 című német Wikipédia-szócikk ezen változatának fordításán alapul.  Az eredeti cikk szerkesztőit annak laptörténete sorolja fel. Ez a jelzés csupán a megfogalmazás eredetét és a szerzői jogokat jelzi, nem szolgál a cikkben szereplő információk forrásmegjelöléseként.